# هایدن (شینتو)

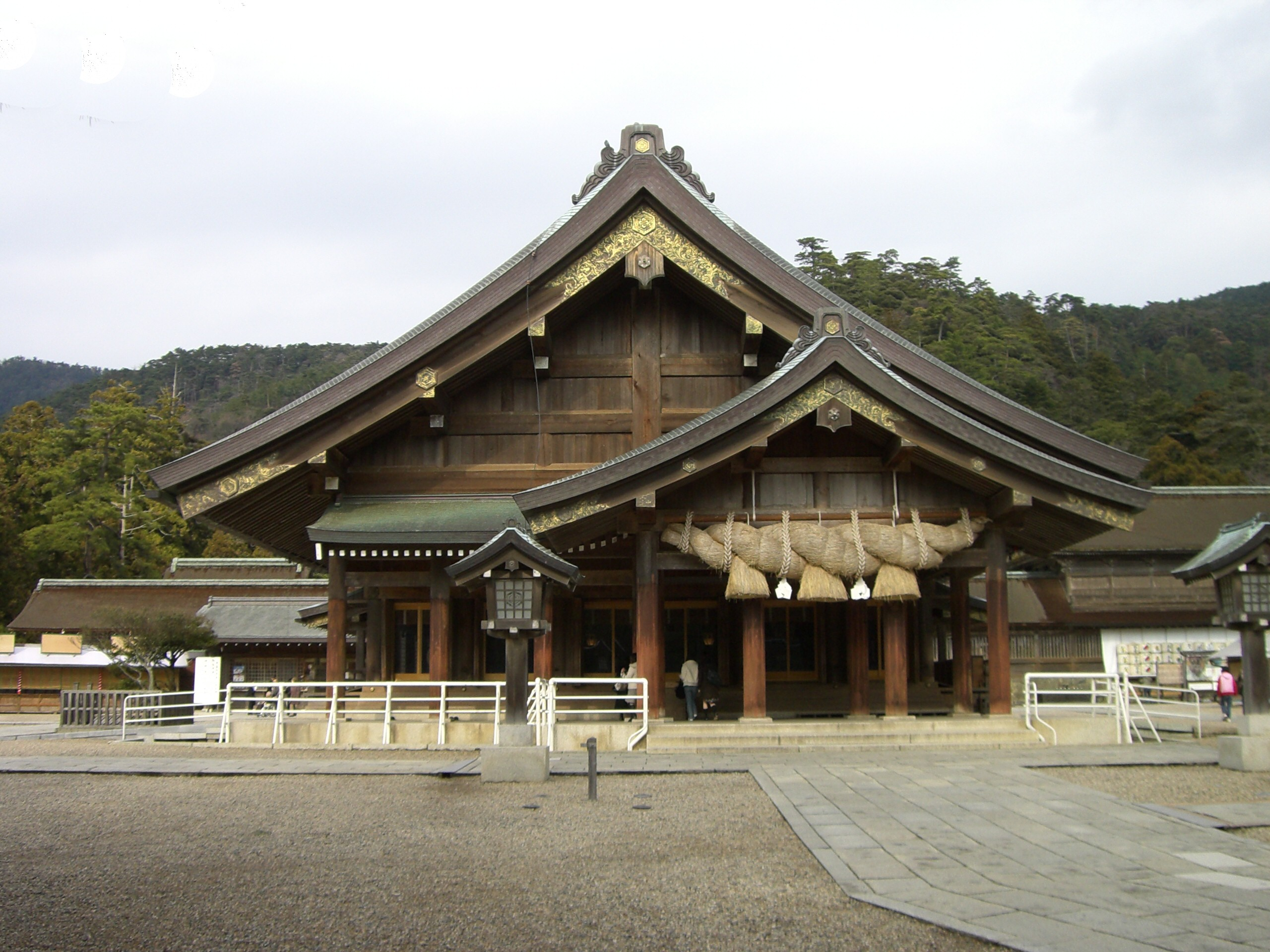
هایدن در معبد ایزومو

هایدن (به ژاپنی: 拝殿, Haiden) در یک معبد شینتویی به سالن مخصوص دعا و سخنرانی گفته می‌شود که معمولاً در جلوی هوندن (محراب اصلی) (به ژاپنی: 本殿) قرار گرفته‌است. هایدن به سبک محراب اصلی است و معمولاً با مقیاس بزرگتر از آن ساخته می‌شود.